# Kunhutina modlitba
Vítaj, král'u všemohúcí či tzv. Kunhutina modlitba je duchovní text patřící do oblasti duchovní lyriky, jenž poprvé zpracoval náboženské téma v češtině (v době boje s latinou a němčinou). Bývá datován do konce 13. či do počátku 14. století.
Text je dochován v breviáři svatojiřské abatyše Kunhuty Přemyslovny (dcery Přemysla Otakara II.) z počátku 14. století (NK VII G 17d, fol. 146v–151v), ale je patrně ještě staršího původu. Jedná se o významný text dokumentující počátky české literatury.